# Karol Kostrubała
Karol Kostrubała (ur. 12 lipca 1988 w Zamościu) – polski piłkarz grający na pozycji pomocnika.
Karierę piłkarską rozpoczynał w klubie ze swojego rodzinnego miasta – Hetmanie Zamość. W 2005 roku trafił do Cracovii, gdzie w sezonie 2005/2006 grał w rezerwach (strzelił jednego gola w rozgrywkach czwartej ligi). Następnie został włączony do pierwszego składu Pasów. 10 marca 2007 roku zadebiutował w Orange Ekstraklasie, pojawiając się na boisku w drugiej połowie spotkania z Odrą Wodzisław Śląski. W sezonie 2007/2008 zagrał łącznie w 19 meczach (w tym dwóch Pucharu Intertoto). W kolejnych rozgrywkach wystąpił w zaledwie trzech meczach dorosłego zespołu. Latem 2009 roku został wypożyczony do grającej w Unibet Pierwszej Lidze Wisły Płock. W przerwie zimowej sezonu 2009/2010 powrócił do Cracovii, jednak już pod koniec lutego 2010 roku został wypożyczony ponownie, tym razem do Dolcanu Ząbki. Na sezon 2010/2011 znów wrócił do drużyny Pasów, jednak rozegrał tylko 9 meczów w Młodej Ekstraklasie. Latem 2011 przeniósł się do KSZO Ostrowiec Świętokrzyski.